# Аларська печера
Аларська печера (азерб. Allar mağarası) — печера, місце проживання людини кам'яної доби (середнього палеоліту). Розташована печера на лівому березі річки Вілеш, поблизу села Аллар (Ярдимлінський район Азербайджан), на висоті 1500 м над рівнем моря.
Печеру було виявлено в ході організованої Інститутом археології та етнографії Національної Академії Наук Азербайджанської Республіки археологічної експедціі 1993 р. під керівництвом А. Г. Джафарова. У результаті розкопок у печері було виявлено 9 кам'яних виробів, які за своїми типологічними і технічним особливостях відносять до середнього палеоліту.